# كريستينا كول
كريستينا كول (بالإنجليزية: Christina Cole)‏ هي ممثلة بريطانية، ولدت في 8 مايو 1982 بلندن في المملكة المتحدة.

## أعمال

### أفلام
- (2006) كازينو رويال[5][6][7][8]
- (2015) صعود جوبيتر[9][10][11]

## وصلات خارجية
- كريستينا كول على موقع IMDb (الإنجليزية)
- كريستينا كول على موقع ألو سيني (الفرنسية)
- كريستينا كول على موقع أول موفي (الإنجليزية)
- كريستينا كول على موقع قاعدة بيانات الأفلام السويدية (السويدية)
- كريستينا كول على موقع قاعدة بيانات الفيلم (الإنجليزية)
- كريستينا كول على موقع كينوبويسك (الروسية)